# جکی هری
جکی هری (انگلیسی: Jackée Harry؛ زادهٔ ۱۴ اوت ۱۹۵۶) بازیگر، آموزگار، بازیگر تلویزیون، کارگردان فیلم، بازیگر سینما، بازیگر تئاتر، و کمدین اهل ایالات متحده آمریکا است.
از فیلم‌ها یا برنامه‌های تلویزیونی که وی در آن نقش داشته است می‌توان به انجمن پنبه، مسکو روی هادسن، و کفشدوزک اشاره کرد.
وی همچنین برندهٔ جوایزی همچون جایزه امی ساعات پربیننده برای بهترین بازیگر نقش مکمل زن در مجموعه تلویزیونی کمدی شده است.